# Carlos Carrera
Luis Carlos Carrera González, bardziej znany jako Carlos Carrera (ur. 18 sierpnia 1962 w Meksyku) – meksykański reżyser i scenarzysta.

## Kariera
Po ukończeniu studiów na wydziale komunikacji na Universidad Iberoamericana i Cinematographic Licensing Center na kierunku produkcji filmowej, rozpoczął karierę reżyserską krótkometrażowym filmem Cudowne dziecko (El hijo pródigo, 1984).
W 1991 jego pierwszym filmem fabularnym była komedia Kobieta Benjamina (La mujer de Benjamín), za którą otrzymał trzy nagrody Ariel (meksykański odpowiednik Oscarów), w tym za najlepszy pierwszy film oraz liczne nagrody na międzynarodowych festiwalach.
Trzy lata później, za realizację dramatu Bez nadawcy (Sin remitente, 1995) zdobył Złoty Glob dla najlepszego filmu zagranicznego.
W 2002 roku wyreżyserował Zbrodnię ojca Amaro (El crimen del padre Amaro), adaptację powieści José Marii de Eça de Queirósa z udziałem Gaela Garcíi Bernala i Any Claudii Talancón. Film był nominowany do Oscara i Złotego Globu.

## Filmografia
| Rok  | Film                                                | Uwagi                             |
| ---- | --------------------------------------------------- | --------------------------------- |
| 1984 | Cudowne dziecko (El hijo pródigo)                   | film krótkometrażowy              |
| 1986 | Kiedy odejdę (Cuando me vaya)                       | film krótkometrażowy              |
| 1988 | Amada                                               | film krótkometrażowy              |
| 1988 | Malayerba nigdy nie gryzie (Malayerba nunca muerde) | animowany film krótkometrażowy    |
| 1988 | Bardzo krótki krótki metraż (Un muy cortometraje)   | film krótkometrażowy              |
| 1989 | Niebieski gołąb (La paloma azul)                    | animowany film krótkometrażowy    |
| 1989 | Un vestidito blanco como la leche Nido              | animowany film krótkometrażowy    |
| 1990 | Muzyka dla dwojga (Música para dos)                 | animowany film krótkometrażowy    |
| 1991 | Kobieta Benjamina (La mujer de Benjamín)            |                                   |
| 1991 | Infamia                                             | wideo                             |
| 1991 | Najlepsze życzenia (Los mejores deseos)             | film krótkometrażowy              |
| 1992 | Życie małżeńskie (La vida conyugal)                 |                                   |
| 1992 | Małżeństwo i całun (Matrimonio y mortaja)           | wideo                             |
| 1993 | Bohater (El héroe)                                  | animowany film krótkometrażowy    |
| 1994 | Cienie w Malinche (Sombras de la Malinche)          | dokumentalny film krótkometrażowy |
| 1995 | Bez nadawcy (Sin remitente)                         |                                   |
| 1998 | Klątwa (Un embrujo)                                 |                                   |
| 2000 | Brisa de Navidad                                    | TV                                |
| 2002 | Zbrodnia ojca Amaro (El crimen del padre Amaro)     | koprodukcja Meksyk-Hiszpania      |
| 2004 | Cero y van 4                                        | odc.: Barbacoa de chivo           |
| 2004 | De raíz                                             | animowany film krótkometrażowy    |
| 2004 | Imaginum                                            | Asesoría creativa.                |
| 2005 | Sexo, amor y otras perversiones                     | odc.: María en el elevador        |
| 2008 | Backyard: El traspatio                              |                                   |
| 2009 | Dzieciństwo (De la infancia)                        |                                   |
| 2013 | Ana y Bru No                                        |                                   |